# جمناي 11
جمناي 11 (بالإنكليزية: Gemini 11، الاسم الرسمي: Gemini XI)، وهي البعثة الفضائية المأهولة التاسعة ضمن مشروع جمناي التابع لوكالة ناسا، وانطلقت البعثة من يوم 12 حتى 15 سبتمبر 1966. كانت جمناي 11 الرحلة الفضائية الأمريكية المأهولة السابعة عشر، وكانت الرحلة الفضائية الخامسة والعشرين حتى تاريخها، بما يشمل رحلات الطائرة الفضائية إكس 15 التي تخطت ارتفاع مئة كيلومتر. نفذ رائدا الفضاء تشارلز «بيت» كونراد الابن وريتشارد إف. غوردن الابن أول التقاء فضائي بالصعود المباشر (في أول مدار) مع مركبة الهدف «أجينا»، والتحما بها لمدة ساعة و34 دقيقةً قبل الانطلاق بها؛ إذ استُخدم محرك أجينا الصاروخي لتحقيق رقم قياسي عالمي لأعلى أوج مداري حول الأرض؛ مع خلق كمية صغيرة من الجاذبية الاصطناعية عبر دوران المركبتين المتصلتين ببعضهما بواسطة حبل. نفذ غوردن أيضًا نشاطين خارج المركبة بمدة إجمالية بلغت ساعتين و41 دقيقةً.

## الطاقم
| رائد الفضاء                                       | المركز        |
| تشارلز «بيت» كونراد الابن الرحلة الفضائية الثانية | الطيار القائد |
| ريتشارد إف. غوردن الابن الرحلة الفضائية الأولى    | الطيار        |

### الطاقم الاحتياطي
| رائد الفضاء        | المركز        |
| نيل إيه. أرمسترونغ | الطيار القائد |
| ويليام إيه. أندرس  | الطيار        |

### طاقم الدعم
- كليفتون سي. وليامز الابن (مسؤول الاتصال بالكبسولة في قاعدة كيب كانافيرال).
- جون دبليو. يونغ (مسؤول الاتصال بالكبسولة في هيوستن).
- ألان إل. بين (مسؤول الاتصال بالكبسولة في هيوستن).

## بيانات المهمة
- الكتلة: 3798 كيلوغرامًا.

أعلى مدار (دورتين):
- الحضيض: 289.7 كيلومتر.
- الأوج: 1369 كيلومترًا.[4]
- زاوية الميلان: 28.85 درجة.
- الفترة المدارية: 101.52 دقيقة.

### الالتحام
وقت الالتحام: 12 سبتمبر 1966، في الساعة 16:16:00 حسب التوقيت العالمي المُنسق (UTC).
وقت الانفصال: 14 سبتمبر 1966، في الساعة 16:55:00 UTC.

### السير في الفضاء
- غوردن - أول نشاط خارج المركبة:
  - البدء: 13 سبتمبر 1966، في 14:44:00 UTC.
  - الانتهاء: 13 سبتمبر 1966، في 15:17:00 UTC.
  - المدة: 33 دقيقةً.
- غوردن - ثاني نشاط خارج المركبة (وقوف):
  - البدء: 14 سبتمبر 1966، في 12:49:00 UTC.
  - الانتهاء: 14 سبتمبر 1966، في 14:57:00 UTC.
  - المدة: ساعتان و8 دقائق.

## جمناي 11 إلى القمر!
كان الارتفاع القياسي الذي حققته جمناي 11 في النهاية نتيجةً لسباق داخلي إلى القمر. فمنذ عام 1961، دعا جيم شامبرلن بوكالة ناسا وشركة طائرات ماكدونل إلى استخدام مركبة جمناي 11 الفضائية للوصول إلى القمر قبل برنامج أبولو. وكان اقتراحهما يدور حول استخدام محركات القنطور الصاروخية لدفع مركبة جمناي 11 في مسار حول القمر (بشكل مشابه لبرنامج زوند السوفيتي)، وإرسال بعثات إلى المدار القمري باستخدام صواريخ القنطور للدخول في المدار الانتقالي القمري مع استخدام محركات أجينا للدخول في المدار القمري، وحتى إرسال بعثات للهبوط على القمر باستخدام مركبة جمناي بدلًا من وحدة قيادة أبولو مع وحدة لانغلي القمرية الخفيفة بدلًا من وحدة أبولو القمرية. اتُخذت عدة صواريخ في الاعتبار لتكون مركبات إطلاق لهذه البعثات، مثل العديد من صواريخ تيتان أو ساتورن 1 ب، وحتى صاروخ ساتورن سي 3 الذي تخلت عنه وكالة ناسا.
أُعجب بيت كونراد بهذه الأفكار، وأيد مع شركات ماكدونل بقوة أن تكون بعثته، جمناي 11، بعثةً حول القمر. وبشكل منفصل، سُميت البعثة «جمناي – المدار الأرضي الكبير»، وكانت الخطة ستتضمن استخدام مرحلة «ترانستيدج» العليا المُطلقة على متن الصاروخ تيتان 3 سي. وسينطلق طاقم جمناي 11 على متن مركبة إطلاق جمناي (GLV) تيتان 2، تمامًا كما حدث في الرحلة الحقيقية، وبعد ذلك ستلتحم جمناي 11 مع مرحلة ترانستيدج، والتي ستدفع الطاقم إلى السرعة الانتقالية القمرية. تمكن كونراد من إثارة اهتمام أعضاء الكونغرس بهذا الاقتراح، ولكن أخبرهم مدير وكالة ناسا، جيمس ويب، أن أي أموال إضافية سيسعى الكونغرس إلى تخصيصها لهذا المشروع سيكون من الأفضل إنفاقها على التعجيل من برنامج أبولو. وبعد المزيد من الصراعات الداخلية، حصل كونراد في النهاية على موافقة وكالة ناسا على استخدام مركبة أجينا خلال رحلته بمركبة جمناي 11 لدفعه إلى مدار مرتفع الإهليجية يصل ارتفاعه إلى 1370 كيلومترًا. وكانت هذه الرحلة المرتفعة كل ما تبقى من اقتراح بعثة جمناي القمرية.